# Bondrée orientale
Pernis ptilorhynchus
Espèce
Statut de conservation UICN

 LC  : Préoccupation mineure
Statut CITES
La Bondrée orientale (Pernis ptilorhynchus) est une espèce d'oiseaux de la famille des Accipitridae.

## Répartition
Son aire s'étend de manière disjointe : d'une part dans le sud de la Sibérie, en Manchourie et au Japon ; en Asie du Sud et du Sud-Est de l'autre.

## Habitat

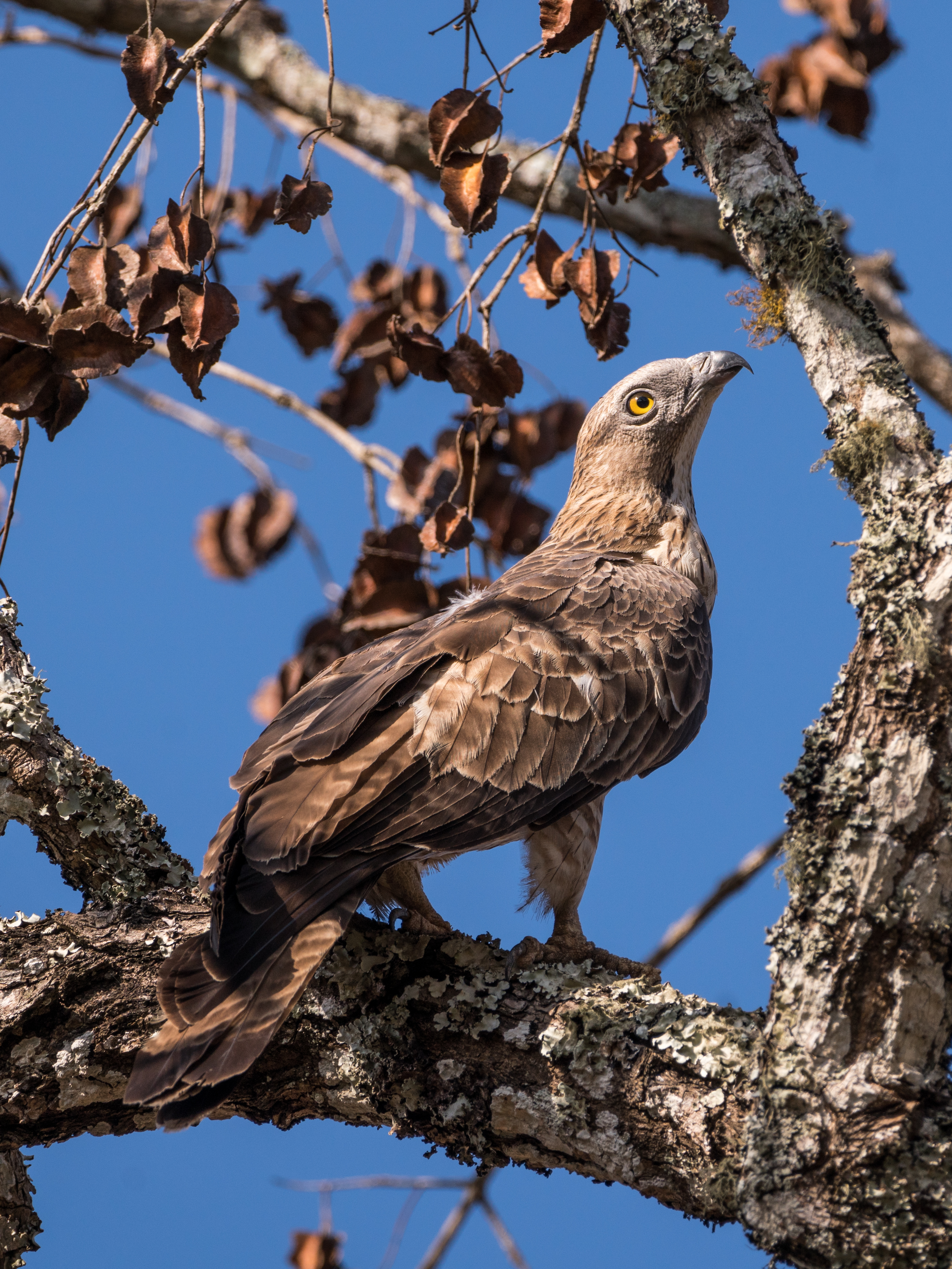
Une bondrée orientale dans un arbre, dans le parc national de Mudumalai en Inde. Mars 2021.

Dans les forêts tropicales, la bondrée orientale vit au sommet des arbres émergents tels les dipterocarpaceae, les Coelostegia, les Neesia malayana et les Koompassia (en effet seuls les oiseaux et les insectes peuvent atteindre le sommet de ces arbres géants).
Outre dans les forêts tropicales et tempérées, on la trouve également à proximité des zones cultivées et dans les semi-déserts, jusqu'à 1800 m d''altitude.

## Écologie
Leur plumage est très variable, mais certaines formes imitent le plumage d'espèces d'aigles des régions où on les rencontre. On pense que cette évolution a pour fonction de les protéger en imitant le plumage d'espèces plus puissantes. C'est le cas de certaines formes de P. p. torquatus, qui imite l'aigle de Blyth (Spizaetus alboniger).
Les oiseaux des régions les plus au Nord de sa répartition (sous-espèce orientalis) sont migratrices.

### Alimentation
La Bondrée orientale est un rapace diurne carnivore. Son régime alimentaire est très spécial : Elle mange les larves des ruches d'abeilles et de guêpes et avale au passage du miel et de la cire. Elle mange aussi des insectes, en particulier des cigales, des reptiles, des amphibiens et des petits mammifères.

## Sous-espèces
D'après la classification de référence (version 14.1, 2024) de l'Union internationale des ornithologues, la Bondrée orientale possède 6 sous-espèces (ordre philogénique) :
- Pernis ptilorhynchus orientalis Taczanowski, 1891 : la Bondrée de Sibérie, parfois considérée comme une espèce séparée, du sud centre de la Sibérie jusqu'à l'île de Sakhaline, au nord-est de la Chine, en Corée et au Japon ;
- Pernis ptilorhynchus ruficollis Lesson, 1830 : Indus, Inde, Sri-Lanka, jusqu'à la Birmanie et Indochine ;
- Pernis ptilorhynchus philippensis Mayr, 1939 : nord et est des Philippines ;
- Pernis ptilorhynchus torquatus Lesson, 1830 : dans la péninsule Malaise, Sumatra et Bornéo ;
- Pernis ptilorhynchus ptilorhynchus (Temminck) 1821 : Java ;
- Pernis ptilorhynchus palawanensis Stresemann, 1940 : Palawan[5].